# Mysateles melanurus
Mysateles melanurus är en däggdjursart som först beskrevs av Felipe Poey 1865.  Mysateles melanurus ingår i släktet Mysateles och familjen bäverråttor. IUCN kategoriserar arten globalt som sårbar. Inga underarter finns listade i Catalogue of Life.
Arten förekommer i sydöstra Kuba. Den lever i olika slags skogar och klättrar där i träd eller i undervegetationen. Skogarna är inte sammanhängande och därför finns flera från varandra skilda populationer.